# Centre belge d'information pharmacothérapeutique
 (novembre 2023).
Si vous disposez d'ouvrages ou d'articles de référence ou si vous connaissez des sites web de qualité traitant du thème abordé ici, merci de compléter l'article en donnant les références utiles à sa vérifiabilité et en les liant à la section « Notes et références ».
Le Centre belge d'information pharmacothérapeutique (CBIP) a été créé en Belgique par des médecins et des pharmaciens, pour l'essentiel actifs dans des Universités, afin de fournir aux différents acteurs des soins de santé une source neutre (c'est-à-dire en dehors de l'influence de l'industrie pharmaceutique) d'information sur les médicaments.

## Publications
Depuis sa fondation en 1974, le CBIP publie les Folia Pharmacotherapeutica, un périodique mensuel concernant les médicaments.
En 1977, le CBIP lance l'édition du Répertoire Commenté des Médicaments. Une édition actualisée est publiée chaque année. L'objectif du Répertoire est de fournir des informations essentielles sur les médicaments et d'aider les médecins et les pharmaciens à choisir de manière raisonnée le médicament le plus indiqué. Le Répertoire a acquis le statut d'ouvrage de référence parmi les médecins et pharmaciens belges, aussi pendant leur formation.
Les Fiches de transparence, anciennement éditées par la Commission de Transparence, sont publiées depuis 2003 par le CBIP. Ces Fiches ont pour but de comparer les différentes options de traitement pour une pathologie spécifique, que ce soit en matière d'efficacité, d'innocuité ou de prix.
Depuis 2000, le CBIP dispose également d'un site Web. Toutes les publications précitées peuvent y être consultées. Le site Web propose en outre une rubrique "Bon à savoir" dont le but est de donner rapidement un premier point de vue sur des sujets d'actualité dans le domaine du médicament. Le Répertoire Commenté des Médicaments est également disponible sous forme d'une application mobile pour Android et iOS (Apple).
En 2019, le CBIP a lancé Auditorium, une plateforme d'apprentissage en ligne.